# Rumba
 (février 2020).
Si vous disposez d'ouvrages ou d'articles de référence ou si vous connaissez des sites web de qualité traitant du thème abordé ici, merci de compléter l'article en donnant les références utiles à sa vérifiabilité et en les liant à la section « Notes et références ».
Pour les articles homonymes, voir Rumba (homonymie).
Ne doit pas être confondu avec Roomba.
La rumba est un ensemble de genres musicaux et de danses, ainsi qu'une danse de salon. La musique est formée de chants et de percussions. Cette danse populaire cubaine est connue depuis le XVIe siècle et s'est développée au XIXe siècle dans les milieux afro-cubains de la capitale, La Havane, et de Matanzas. Ce genre musical se compose de différentes danses, chacune avec son rythme caractéristique : yambú, columbia et guaguancó. Ce dernier est une danse partenaire rapide avec des mouvements sensuels. Les origines de la rumba peuvent être liées aux danses Kongo yuka et makuta, ainsi qu'au bembé du Lucumí.
Le terme rumba signifie « fête » en espagnol et a également été utilisé pour désigner d'autres types de musique dans des contextes tels que le théâtre musical et la musique paysanne. Pour cette raison, de nombreux types de musique d'origine cubaine dans le monde sont connus sous le nom de « rumba », comme la rumba de salon, la rumba flamenca et la rumba congolaise, bien que n'ayant que peu de points communs avec la rumba traditionnelle,.
Le 30 novembre 2016, le Comité intergouvernemental de l'Unesco, réunie en Ethiopie, a décidé d'inclure la rumba cubaine sur la liste représentative du patrimoine culturel immatériel de l'humanité, reconnu comme un mélange festif de la musique et la danse.

## Origine
La rumba naît dans les patios des solares et les docks du port à La Havane (yambù et guaguanco) et à Matanzas (Siguirya et Columbia) au cours des années 1800 dans les milieux afro-cubains.
La Rumba cubaine se développe au XIXe siècle dans la province de Matanzas, puis dans ses toutes ses régions. Identifiée à Cuba comme une Culture Bantou, la Rumba est composée d’un chant, des claves (deux bouts de bois) qui marquent son tempo, de trois tambours de différentes sonorités (aigüe, médium et basse) qui produisent un rythme consistant sur plusieurs hauteurs.

C'est une musique faite de chants et de percussions. Au tout début, on utilisait les tiroirs des armoires (cajones) ou des cageots de morue, les caisses des voiles des navires, les boîtes de cigares frappées à mains nues ou au moyen de petites cuillères en bois (cucharas), mais aussi les congas (appelées à Cuba, tumbadoras).

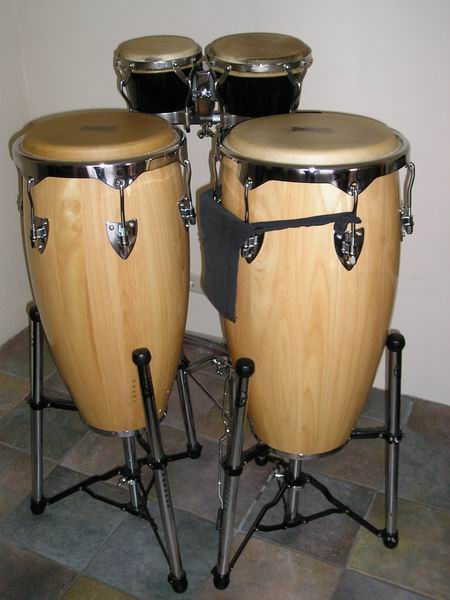
Congas.

Les tumbadoras étant les tambours d'origine kongolaise servant aux rituels d'origine bantoue (palo, makuta, garabato) ; transformation de barriques, sans les fonds et sur lesquels sont tendues des peaux animales séchées.
L'influence des ethnies d'origine Nkua (abakua, efi, efo…) est également prépondérante dans la rythmique, le chant et la danse de la rumba. Il en existe quatre formes :
- la plus ancienne et la plus rapide est la siguirya, terme que l'on retrouve dans la nomenclature flamenca ; le rythme est en 
, extrêmement rapide et se jouait sur les tambours congos. C'est un dérivé de ce qu'on nomme Palo Congo. Pelladito[Qui ?] était un des rares à savoir le jouer encore. Depuis son décès[Quand ?], plus personne ne pratique cette forme musicale.[réf. nécessaire] Seuls les hommes, détenteurs du Malembé, force, énergie originelle, avaient le droit de la danser ;
- la columbia, une ancienne forme, dont le rythme est en 
, est née à Matanzas. Expression des travaux agraires et de la sexualité virile, elle est aussi un danse-mime de l'esclave se libérant de ses entraves. C'est originellement une danse d'hommes virtuose, au rythme rapide. Elle peut servir de joute, chacun à son tour montre son habileté, aussitôt suivi par un autre qui essaiera de le surpasser ;
- yambú : le terme dérive de yambula, la « tierra de les remolinos », terre des tourbillons (terres africaines des collines Briyumba où les tourbillons aériens ne sont pas rares). Sa danse traditionnelle consiste en des tours sur soi, aussi bien des hommes que des femmes.
- le guaguancó est la plus populaire des formes de la rumba à présent. L'un des trois styles principaux de la rumba cubaine, caractérisé par une structure polyrythmique accrue et dansé par des couples hommes-femmes (dans son cadre folklorique traditionnel)[6]. Les textes narratifs traitent de la vie quotidienne : politique, amour… La danse s'articule autour du « vacunao » à signification érotique, symbolisé par un geste du danseur ou par un foulard qui va poursuivre la danseuse, et que celle-ci cherche à éviter tout le long de la danse. Dans le guaguancó, le rythme est en 
. "La Esencia del Guaguancó" de Willie Rosario, comme son titre l'indique, n'est pas une salsa mais un guaguancó, connu sous le nom de rumba[8],[9].

Ces trois dernières formes musicales sont construites autour de la clave, originairement en 
, puis ayant dérivé en 
, de par le « remplissage » polyrythmique en quatre débits sur trois décompositions du temps.
Par ailleurs et au contraire, dans la columbia, le discours « soliste » du quinto marque fréquemment quatre débits sur la décomposition ternaire des pulsations.

## Rumba et santería
L'africanité brute de la rumba se relève également dans des liens qui semblent étroits avec la santería.
La rumba dansée tous les dimanches à midi dans la Callejón de Hamel (Vedado, La Havane) fait ainsi défiler, danser et dialoguer tour à tour les orishas Elegua, Yemaya, Chango, Ochum, Oya, et les danseurs qui les représentent miment clairement la transe des fils de saints (disciples d'un saint ou orisha). Un autel à Elegua est d'ailleurs dressé à cet endroit, parmi d'autres symboles religieux. Les touristes doivent y céder le pas aux dignitaires de la santería.

## Groupes de rumba cubaine
- Los muñequitos de Matanzas
- Afrocuba De Matanzas
- Carlos Embale Y Los Roncos Chiquitos
- Conjunto Folclorico Nacional
- Yoruba Andabo
- Rumbata de Camaguey
- Los Papines
- Conjunto De Clave y Guaguanco
- Afrekete

## Instruments

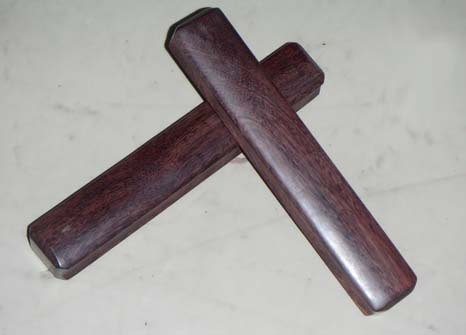
Claves.
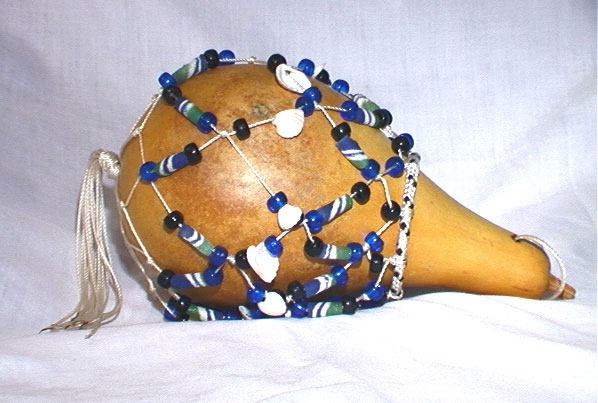
Chekeré.
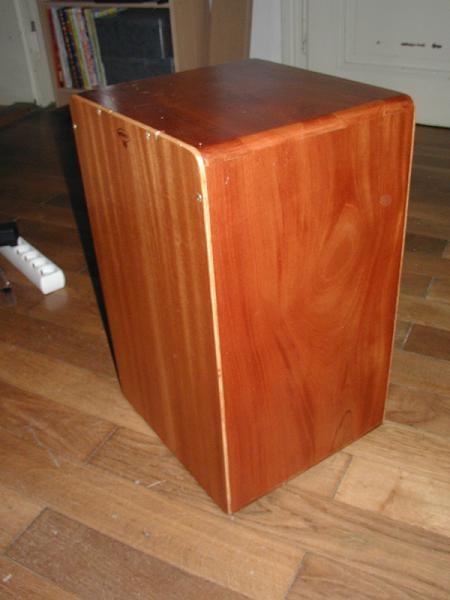
Cajón.
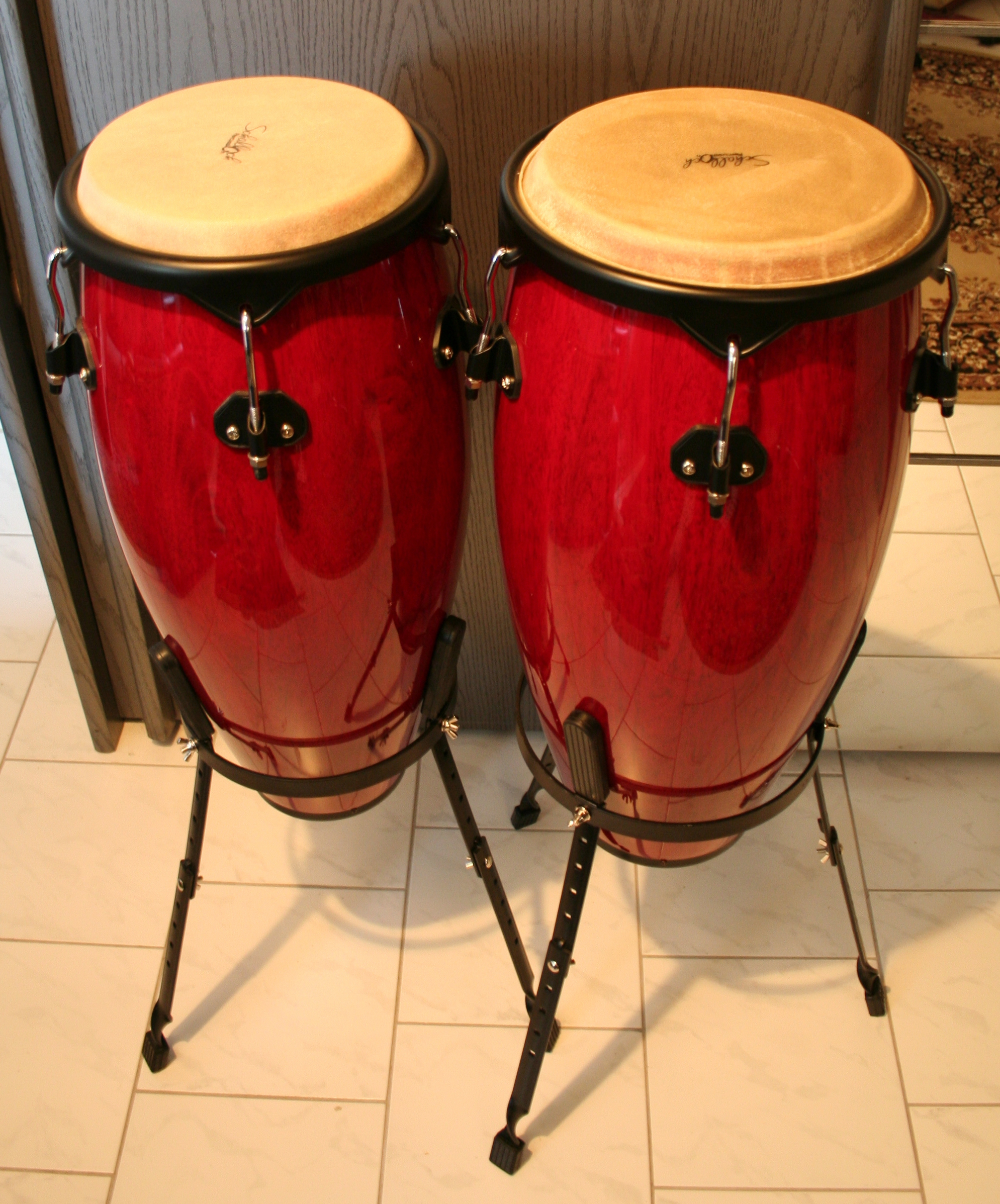
Congas.

## Autres types de «rumba»

### Rumba flamenca
Au cours du XVIIIe siècle, la guaracha cubaine va être adoptée par les gitans de Séville en Espagne et au Portugal, et prendre le nom de rumba flamenca.
Elle est avant tout une musique conviviale, peu compliquée (rythmique plutôt simple et répétitive plus solo), idéale pour jouer à plusieurs, entre joueurs débutants et confirmés. Les Gipsy Kings en sont l'emblème, mais elle a été jouée aussi par de grands guitaristes flamenco comme Paco de Lucía (Río Ancho, Entre Dos Aguas) ou encore Paco Peña (La Lola). Il faut citer aussi Los Chunguitos, Los Chichos et Estopa parmi les ambassadeurs du genre.

### Rumba catalane
La naissance de la rumba catalana commence dans les rues du Raval de Barcelone avec des personnages tels que Orelles ou El Toqui. La rumba catalane est un dérivé de la rumba flamenca mais elle intègre des influences du son cubain et du mambo.
Le plus important représentant de la rumba catalane, développée principalement à partir des années 1960, est Peret, de son vrai nom Pedro Pubill Calaf, inventeur du ventilador. La rumba catalane mélange les ingrédients de la rumba flamenca, du son et du mambo mais également du rock. Parmi ses ambassadeurs les plus célèbres citons aussi Gato Pérez ou El Pescaílla…

### Rumba congolaise
La rumba est originaire de l'Afrique centrale principalement dans le royaume du Kongo. Pendant la période de l'esclavage avec la deportation massive des noirs vers l'Amérique, l'ampleur de cette musique en Afrique centrale s'est estompée. Ce n'est que dans les années 1940 et 1950 que les africains se sont réappropriés leur musique. Les décennies qui suivent l'indépendance sont l'âge d'or de la rumba congolaise (Franco, Tabu Ley Rochereau…).
L'artiste chanteur congolais, Papa Wemba appelé le roi de la rumba, était l'un des chanteurs le  plus célèbre de ce genre musical.

### Rumba (danse de salon)
Vers 1930, le son cubain est renommé rhumba aux États-Unis, sous l'impulsion de Xavier Cugat, et la rumba devient une danse de salon, qui fera partie des danses latines en danse sportive (malgré son nom, elle se danse plutôt sur des boléros cubains ou mexicains).